# Lex Kaper
Lex Kaper (Koog aan de Zaan, 1966) is een Nederlandse sterrenkundige. 

## Loopbaan
Kaper promoveerde in 1993 cum laude aan de Universiteit van Amsterdam, onder begeleiding van Ed van den Heuvel, Henny Lamers en Huib Henrichs. Daarna werkte hij voor ESO. Van 1998 tot 2003 was hij fellow van de Koninklijke Nederlandse Akademie van Wetenschappen (KNAW). In 1998 werd hij universitair hoofddocent aan de Universiteit van Amsterdam. Daarnaast werd hij in 2003 deeltijd-hoogleraar aan de Vrije Universiteit Amsterdam. In 2019 benoemde de Universiteit van Amsterdam hem tot voltijdshoogleraar.
Kaper was projectleider van het X-SHOOTER-instrument op de Very Large Telescope.
Hij onderzoekt accretie in röntgendubbelsterren en de vorming van jets, gammaflitsen en de evolutie en vorming van zware sterren.
In 2019 werd de Descartes-Huygensprijs aan hem toegekend.

## Publicatie
- Wind variability in early-type stars, Amsterdam, 1993 (proefschrift)